# 知足院 (桶川市)
知足院（ちそくいん）は、埼玉県桶川市にある真言宗智山派の寺院。

## 歴史
正暦年間（990年 - 995年）に開山された。戦国時代の兵乱や1669年（寛文9年）の火災により、記録を失ってしまったために詳細は不明となっている。
当院には十一面観音像が安置されているが秘仏である。12年に一度午年に開帳される。
境内には、梵語学者でもある盛典の墓がある。盛典は江戸時代中期の人物で、当院を中興し、『足立坂東霊異記』を著している。

## 文化財
- 梵語学者盛典墓（埼玉県指定文化財 昭和25年3月20日指定）[2]

## 交通アクセス
- 路線バスけやき団地停留所より徒歩5分。